# ブレーメンのアダム

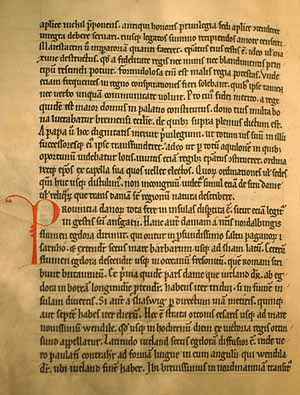
『ハンブルク教会史』の複製

ブレーメンのアダム（独：Adam von Bremen, 羅：Adam Bremensis, ? - 1081/5年8月12日）は、中世ドイツでもっとも重要な年代記編者の一人である。
彼は11世紀後半に生まれ、執筆活動を行った。最も有名な著書は『ハンブルク教会史』（"Gesta Hammaburgensis ecclesiae pontificum"）である。

## 生涯
ブレーメンのアダムの生涯については彼の著した年代記に比べ、ほとんど知られていない。彼はザクセン州のマイセン出身であるといわれている。生没年は明らかになっていないが、おそらく1050年以前に生まれ、年は不明であるものの8月12日（おそらく1081年、遅くとも1085年）に没したらしい。彼の著した年代記によれば、アダムは多くの著述者と親しく、交流があったと考えられる。「賢者アダム」（Magister Adam）という肩書きから彼がより高度な教育課程を全て修了したことが伺われ、このことから彼はマクデブルク司教座聖堂付属神学校で学んだであろうと推測される。
1066年もしくは1067年に、アダムはハンブルク大司教アダルベルトの招きでブレーメン大司教区へ加わった。アダルベルトはアダムが大司教区の文学的な評価を向上させると確信していた。アダムはブレーメンの教会参事会員たちに受け入れられ、1069年には大聖堂付属神学校の学校長になった。その後間もなく彼はブレーメンとハンブルク、そして北の島々すなわちスカンディナヴィア諸国（当時スカンディナヴィアは島と認識されていた）の歴史について年代記を執筆し始めた。
当時ブレーメンは商業と交易の主要都市であり、商人や宣教師はここから各地へ旅立っていった。初期のハンブルク大司教座は何度も攻撃を受け破壊されたため、外敵からの保護を目的にブレーメン大司教区と統一された。そして司教アンスガールの代から300年の間、ハンブルク・ブレーメン大司教区は「北方布教の拠点」に指定され、スカンディナヴィア、ロシア北西部、アイスランド、グリーンランドの布教活動全ての管轄権を握った。
アダムは自分の占める地位とブレーメン教会の布教活動のおかげでドイツ北部の歴史と地理に関するあらゆる情報を集めることができた。デンマーク王スヴェン2世の宮廷に滞在した際、彼はデンマークとスカンディナヴィア諸国に関する歴史と地理についての知識を収集する機会を得た。

## ハンブルク教会史
アダムのもっとも有名な作品『ハンブルク教会史』は大司教アダルベルトが逝去してから書き始められた。全4巻で構成されており、ハンブルク・ブレーメン大司教座や北方の島々について、1巻から3巻はおもに歴史、4巻は地理について扱っている。アダムはブレーメン教会の図書館じゅうの資料を自らの手で探してアインハルトやカッシオドルスをはじめ過去の歴史学者の著書を参照し、それらを基にこの本を著した。初版は1075年もしくは1076年に完成したが、アダムは1080年代に亡くなったため改訂や加筆は行なわれなかった。
1巻はハンブルク・ブレーメン教会と北ヨーロッパにおけるカトリックの伝道活動について書かれており、788年以降は他の書籍を参照しないアダム自らの記述であり、13世紀まで北ヨーロッパに関する知識の情報源となった。
2巻は1巻から引き続き歴史を扱っているが、940年から1045年にかけてのドイツの歴史も記述に含まれている。
3巻は大司教アダルベルトの功績について書かれており、これは中世伝記文学において画期的な出来事であったと考えられている。
4巻『北欧諸島誌』（"Descriptio insularum Aquilonis"）は1075年にほぼ完成したが、スカンディナヴィアの民族や慣習について現地における布教活動の進展と同じくらい詳細に記述されている。アダムは北ヨーロッパ改宗の支持者であった。スカンディナヴィアは当時ようやく宣教師たちが探査を始めたばかりであったため、この巻はおそらく将来的に宣教師たちを奮起させ布教に導く目的で書かれたらしいが、詳細な描写がキリスト教化以前のスカンディナヴィアについての重要な情報源の1つとなった。
また、後に北アメリカカナダのニューファンドランド島と同定されたヴィンランドについてヨーロッパの記録の中で初めて触れられたものとしても知られている。

## 註
1. ↑  現在日本語訳が存在せず邦題が確定していない為、暫定的にこの表題を用いることとする。
2. ↑  ヒースメン姿子『ヴァイキングの考古学』同成社、2000年
3. ↑  J・G・フレイザー『金枝篇(二)』岩波文庫、1970年、P.34頁。